# Rubus bollei
Rubus bollei é uma espécie de planta com flor pertencente à família Rosaceae. 
A autoridade científica da espécie é Focke, tendo sido publicada em Abhandlungen herausgegeben vom Naturwissenschaftlichen Vereine zu Bremen 9(4): 405. 1887.

## Portugal
Trata-se de uma espécie presente no território português, nomeadamente no Arquipélago da Madeira.
Em termos de naturalidade é endémica da Região Macaronésia.

## Protecção
Não se encontra protegida por legislação portuguesa ou da Comunidade Europeia.